# Майер, Ханс (ватерполист)
Ханс Майер (нидерл. Hans Maier; 11 июля 1916, Мадиун, Голландская Ост-Индия — 29 ноября 2018, Гаага, Нидерланды) — нидерландский ватерполист и пловец, участник Летних Олимпийских игр 1936 года в Берлине, долгожитель.

## Биография
Ханс Майер родился в 1916 году в Мадиуне, городе на острове Ява, в то время входившем в состав владения Нидерландов Голландская Ост-Индия (ныне индонезийская провинция Восточная Ява). Его отец был капитаном нидерландской Ост-Индской армии. В 1924 году Майер-старший принял участие в создании плавательного клуба в Маланге, у которого был свой 25-метровый бассейн. В этом бассейне Ханс-младший и начал заниматься плаванием и водным поло. Позже он переехал в Бандунг, где стал играть за местный клуб «Нептун», одну из пяти ватерпольных команд острова Ява. По меркам того времени, плавание и водное поло в Голландской Ост-Индии были весьма развиты, так в 1936 году в Гааге команда Ост-Индии в ходе соревнований по плаванию победила команду Нидерландов. Неудивительно, что в составе сборной Голландии по водному поло, сформированной для участия в Берлинской Олимпиаде 5 из 10 игроков представляли Ост-Индию.
В 1934 году Ханс Майер перебрался из колонии в метрополию, где стал выступать за ватерпольную команду плавательного клуба Het Y из Амстердама.
В составе сборной Нидерландов по водному поло участвовал в Летних Олимпийских играх 1936 года в Берлине. Сыграл все 7 матчей на турнире. Сборная Нидерландов финишировала в итоге пятой среди 16 команд-участниц.
Получив степень магистра экономики, Майер поступил на работу в качестве исполнительного секретаря в транспортную компанию Van Gend & Loos в Утрехте. В 1946 году он стал финансовым менеджером нидерландско-британской нефтегазохимической компании Shell.
В июле 2016 года Майеру исполнилось 100 лет, к тому времени он был последним живущим голландским спортсменом-участником Летних Олимпийских игр 1936 года в Берлине.